# М’ягкий Михайло Васильович
Михайло Васильович М’ягкий (1922 —1943) — червоноармієць Робітничо-селянської Червоної Армії, учасник Німецько-радянської війни, Герой Радянського Союзу (1944).

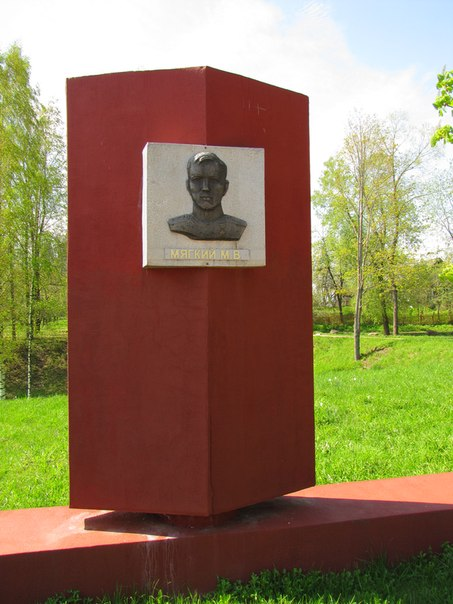
Могила М'ягкого у Микулино.

Михайло М’ягкий народився 22 вересня 1922 року за одними даними у селі Клугино-Башкирівка (нині — село у складі Чугуївської міської ради Харківської області України), за іншими даними у селі Ровеньки (нині Ровеньського району Білгородської області).
Закінчив сім класів школи. У 1941 році М’ягкий був призваний на службу до Робітничо-селянської Червоної Армії. З того ж року — на фронтах Німецько-радянської війни.
Навесні 1943 року гвардії червоноармієць Михайло М’ягкий був мінером 10-го гвардійського окремого батальйону мінерів 43-ї армії Калінінського фронту. У складі загону мінерів його було закинуто до німецького тилу на територію Смоленської області з метою диверсій на залізницях. 8 травня 1943 року група, до якої входили мінери Єфімов, Безруков, Базильов, Колосов і Горячев, здійснила диверсію у районі станції Лелеквинська Руднянського району, але була оточена противником. Зумівши прорватися до висоти біля села Княжине, 12 травня мінери зайняли кругову оборону та відстрілювалися до останнього патрона, після чого пішли в рукопашну та загинули. Усі мінери поховані у селі Микулино Руднянського району.
Указом Президії Верховної Ради СРСР від 4 червня 1944 року за «зразкове виконання бойових завдань командування на фронті боротьби з німецькими загарбниками та виявлені при цьому мужність і героїзм» гвардії червоноармієць Михайло М’ягкий посмертно був відзначений високого звання Героя Радянського Союзу. Також посмертно був нагороджений орденом Леніна. Навічно зарахований до списків особового складу військової частини.